# ألبرت روس هيل
ألبرت روس هيل (بالإنجليزية: Albert Ross Hill) هو أكاديمي أمريكي، ولد في 4 أكتوبر 1868، وتوفي في 6 مايو 1943.